# 五馬坪監獄
五馬坪監獄是中華人民共和國四川省樂山市沐川縣下轄的一個已不存在的類似鄉級單位。
1955年9月建立四川省地方国营五马坪农场，關押100余人，1957年至1964年修建7公里的專用公路，1960年改為五馬坪茶場，1974年開始修建小水电站，1978年投入運營，1986年設立駐四川省五馬坪勞動改造管教支隊檢察組，1994年開始开凿五个蓄水池，1996年竣工，蓄水量达15万立方米，1996年更名為五馬坪監獄，該類似鄉級單位于2013年12月并入新凡乡。
五馬坪監獄位於沐川縣大窩頂山中，鄰接犍为县，由四周的五座山峰而得名，轄境54平方公里，共有以中隊為單位的36個押犯點，海拔800至1300米不等，常年有三分之一的時間為霧季，高山雲霧茶是主要產品，年产茶230吨，以生产绿茶和外销红碎茶为主，辟有3000多亩茶园和2万多亩林地，另有煤礦开采，設有醫院1座，先後關押3.8万餘人。